# Аед Оірдніде мак Нейлл
Аед Оірдніде мак Нейлл — (ірл. — Áed Oirdnide mac Néill) — він же: Ед мак Ніл, Ед Орьдніде мак Ніл — верховний король Ірландії. Час правління: (797—819). Король Айлеху (788—819 роки правління). З клану Кенел н-Еогайн (ірл. — Cenél nEógain) — гілки північних О'Нейлів (О'Нілів) (ірл. — Uí Néill). Син Ніала Фросасаха — верховного короля Ірландії.

## Характеристика джерел
Аед Оірдніде мак Нейлл згадується у багатьох джерелах епохи раннього середньовіччя. Більшість із цих джерел дійшло до нас у вигляді пізніших копій, чимало джерел було втрачено. Чисельні ірландські літописи та скели були зібрані у компіляцію «Літопис Ірландії», який був складений близько 800 року і пізніше був втрачений. Дійшли до нас «Літопис Ольстера» та «Літопис Іннісфален» — вважається, що вони були складені теж близько 800 року на основі більш давніх текстів, що до нас не дійшли. «Літопис Клонмаклойса» дійшов до нас у вигляді досить ексцентричного перекладу англійською мовою, що зроблений у XVII столітті. «Літопис Тігернаха» був втачений, але дійшла до нгас його скорочена копія, яку зробив Дувалтах мак Фірвісі (ірл. — Dubhaltach Mac Fhirbhisigh). Ця копія відома як «Хроніка скоттів» (лат. — Chronicon Scotorum). «Літопис Чотирьох Майстрів» складений був значно пізніше як компіляція різних матеріалів — в тому числі сумнівного походження (переважно фольклор, легенди, народні історичні перекази). Літописи раннього середньовіччя містять багато інформації, що подана у дуже стислій формі — повідомлення стосуються переважно церковних справ та діяльності королівського роду О'Нейлів. Збереглась велика кількість легенд, переказів, скел та агіографії.

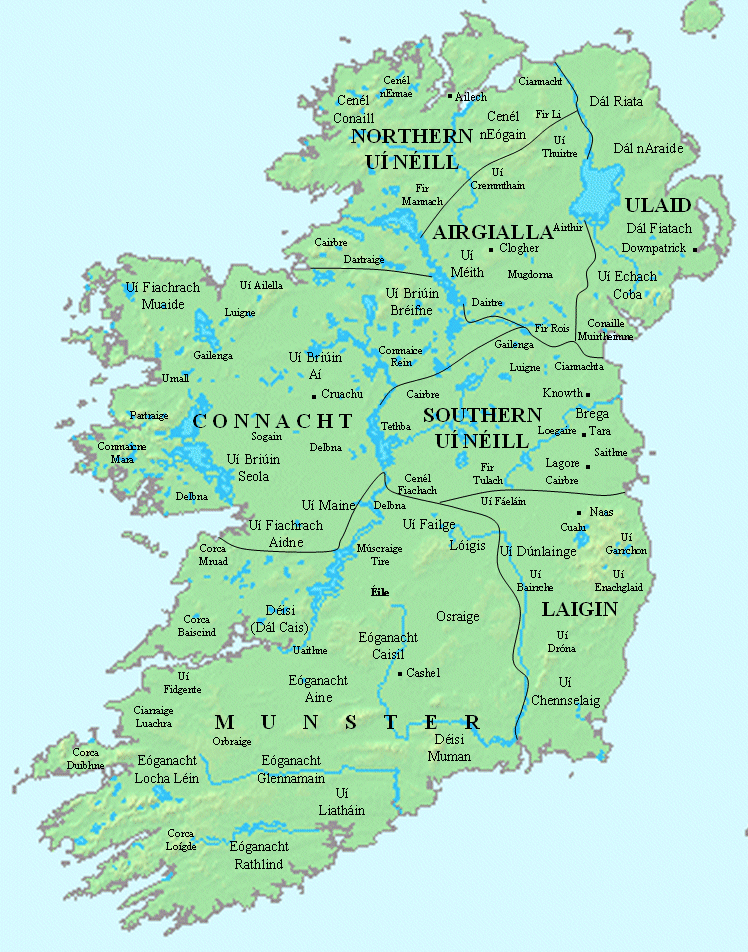
Королівства, племена, клани Ірландії наприкінці VIII століття. Королі Айлеху правили в землях клану Кенел н-Еогайн, Айргіалла та деяких інших на півночі і північному заході.

## Походження та історичний фон

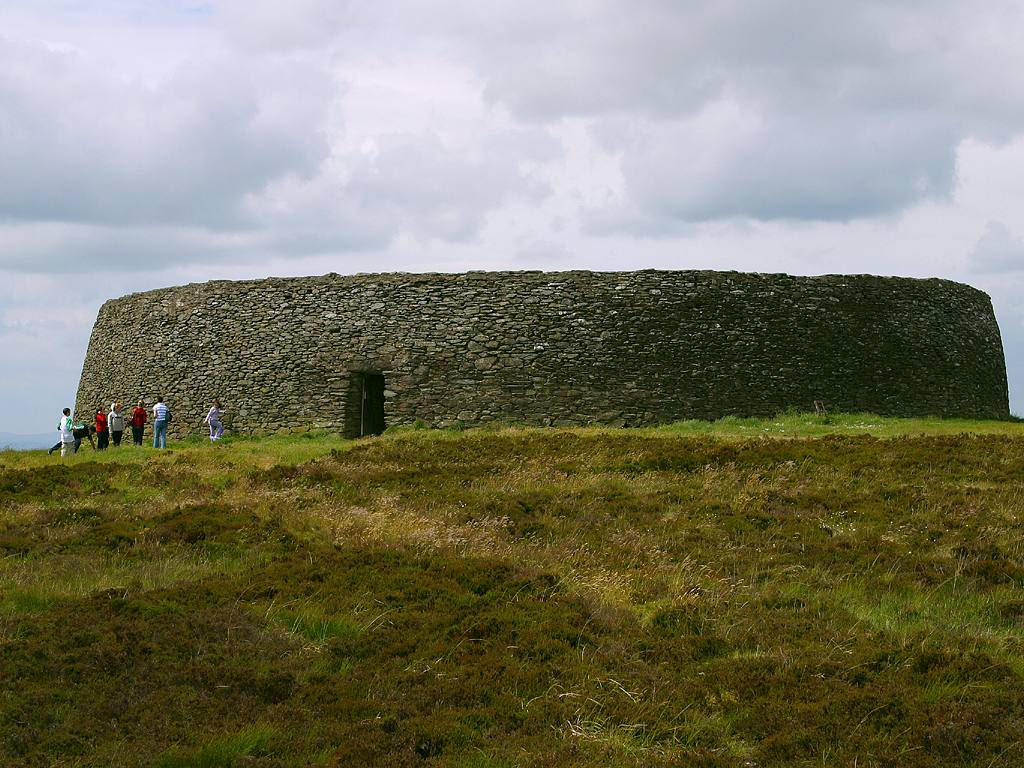
Гріаннан Айлех — фортеця Аеда, короля Айлеху, часткова реставрація 1878 року.

Буремне VIII століття наповнене внутрішніми війнами та конфліктами лишило в Ірландії важкий слід. Ірландія фактично складалася з двох половин, що суттєво відрізнялися своїм політичним життям — північної половина, яку називали Лех Кунн (ірл. — Leth Cuinn) — половина Конна — на північ від Ескел Ріада (ірл. — Esker Riada) і Лех Мога (ірл. — Leth Moga) — половина Муга — на південь від цієї лінії. У північній частині Ірландії панували О'Нейли (О'Ніли) — нащадки короля Ніла Дев'яти Заручників. Вони були розділені на різні гілки та клани, які між собою постійно ворогували та воювали. Крім територій предметом суперництва був трон верховних королів Ірландії — титул доволі номінальний та формальний, регіональні королі та вожді кланів визнавали його лише умовно і то не завжди. Верховний король постійно намагався утвердити хоча б деяку реальність своєї влади, що виливалось у кровопролитні війни. На півночі Ірландії були королівства Ольстер (Ульстер) — уламок давнього могутнього королівства Улад, королівство Дал Ріада центр якого перемістився на територію нинішньої Шотландії, королівство Айргіалла та дрібні королівства, якими володіли клани О'Нейлів — Північна Брега, Південна Брега, Айлех та просто володіння окремих кланів, які теж вважали себе королівствами. На заході Ірландії існувало все ще могутнє королівство Коннахт. На півдні Ірландії були королівства Ленстер та Мюнстер, які постійно ворогували і з верховним королем і між собою. Історично Ірландія була розділена на 5 королівств які були формально васалами верховного короля і присягали йому на вірність: Улад, Коннахт, Мюнстер, Ленстер, Міде (особисті володіння верховного короля). На той час королівство Ленстер (Лагін) суттєво зменшилось у розмірі, Улад було знищене, але відродилось в четверо менших розмірів. Міде було розділене на багато дрібних королівств якими володіли О'Нейли.
Королівства в свою чергу ділились на туати (туахи) на чолі кожного з яких стояв свій король. Всього в той час туло близько 150 туаха або племен як ще їх називають. Кожен туах мав свого єпископа і свій суд. Туахи ділилися на клани, на чолі яких стояли вожді. Між кланами постійно точилася ворожнеча.
Ніалл Фроссах мак Фергайле — батько Аеда Оірдніде мак Нейлла був відомий більше своєю релігійністю, аніж войовничістю, особливо якщо його порівняти з його старшим братом Аедом Алланом. Ніал Фроссах вважав себе верховним королем Ірландії — «королем Тари» — йому справді належали землі, де була колись давня столиця верховних королів — Тара, яка на той час давно лежала в руїнах. Він зрікся престолу чи то в 771 році чи то в 775 році і постригся в монахи. До влади прийшов Доннхад Міді — син його попередника. Ніал Фроссах помер на острові Йона у 778 році. Матір'ю Аеда Оірдніде мак Нейлла була Дунфлайх (ірл. — Dúnflaith) — дочка Флайхбертаха мак Лойнгсіга (ірл. — Flaithbertach mac Loingsig) з клану Кенел Конайл (ірл. — Cenél Conaill) — гілки північних О'Нейлів. «Літопис Ольстера» датує її смерть 799 роком. Ніал Фроссах мав ще кількох синів.
Ніал Фроссах не зміг передати владу своїм синам ні над королівством Айлех, ні над кланом Кенел н-Еогайн. Але досить сильну владу мав його племінник — Маел Дуїн (ірл. — Máel Dúin) — син Аеда Аллана. Але Маел Дуїн не став вождем О'Нейлів після зречення Ніала Фроссаха — верховний король Доннхад Міді підтримував його суперника — Домналла (ірл. — Domnall) — онука Флайхбертаха мак Лойнгсіга (ірл. — Flaithbertach mac Loingsig). Доннхад був проголошений Рі інд Фохлай (ірл. — rí ind Fochlai) — королем Півночі.

## Король Айлеху
У VIII столітті відбувалися нескінченні конфлікти та війни між кланами Кенел н-Еогайн та Кенел Конайл — двома сильними гілками роду О'Нейлів. Конфлікт переважно стосувався земель маленького клану Кенел н-Ендай (ірл. — Cenél nEndai), що теж був гілкою О'Нейлів. Ці дві ворогуючі гілки утворилися на землях північного та південного Донегола. Кенел н-Ендай були союзниками та васалами Кенел Конайл. Проте Аед Аллан зумів їх завоювати і підпорядкувати Кенел н-Еогайн перемігши Флайхбертаха мак Лойнгсіга у 730 роках. Потім Кенел Конайл знову взяла верх і Кенел н-Ендай знову була цій гілці підпорядкована.
Але боротьба тривала — Маел Дуїн переміг Домналла у 787 році і отримав визнання як король Півночі. Аед Оірдніде мак Нейлл за підтримки Маела Дуїна стати королем Айлеху. Проти цього виступив Домналл, але Аед Оірдніде мак Нейлл переміг його у 789 році у битві під Клойтех (ірл. — Clóitech) — сучасне Клейді, графство Тірон. Це було останньою спробою королів Кенел Конайл відновити контроль над землями навколо Рафое (ірл. — Raphoe), що були захоплені Кенел н-Еогайн.
Літописи повідомляють про битву під Тальтіу в 791 році в місці, де проводились регулярні з'їзди О'Нейлів з метою врегулювання конфліктів. Скликання таких зібрань було прерогативою верховного короля. Невідомо ким і чому був спровокований цей конфлікт і зіткнення, але низка вождів і королів були вбиті, зокрема, вожді двох гілок клану О'Хремхайн (ірл. — Uí Chremthainn), король Айргіалли, кому належали землі Клогер і Клонес.
Аед Оірдніде мак Нейлл з цієї битви втік. Саме тому літописи називають його Аед Інгор (ірл. — Áed Ingor), Аед Унфіліал (ірл. — Áed Unfilial) — Аед Втікач, Аед Непокірний. Прийнято вважати, що це відноситься до його взаємин з тестем та верховним королем Доннхадом Міді, хоча термін «Мак Інгор» стосується в давньому ірландському законодавстві сина який непокірний біологічному батьку. Незалежно від походження назви це явно не схвальна характеристика.
У 794 році Аед Оірдніде мак Нейлл включається у війну проти Мугдорна Майгена (ірл. — Mugdorna Maigen) в той час як Доннхад Міді воює з королівством Мюнстер. Землі Мугдорна Майгена лежали у верхній течії річки Фане, біля володінь єпископства Донагмойне (ірл. — Donaghmoyne) — сучасне графство Монахан. Хоча Мугдорна вважалися одним з племен королівства Айргіалла, але вони були підпорядковані Сіл н-Аедо Слайне (з південних О'Нейлів), а не Кенел н-Еогайн як і більшість Айргіалла.

## Король Тари— Верховний король Ірландії
Хоча влада Доннхада Міді в останні роки його правління ослабла, але він залишався верховним королем Ірландії аж до своєї смерті у 797 році. Після цієї події Аед Оірдніде мак Нейлл почав вимагати, щоб його визнали верховним королем Ірландії. Щоб домогтися цього титулу і влади він переміг братів Доннхада — Діармайта (ірл. — Diarmait) і Фінснехту (ірл. — Fínsnechta), Фалломона мак Кон Конгалта (ірл. — Fallomon Mac Con Congalt) з клану Холмайн Бікк (ірл. — Clann Cholmáin Bicc) в битві під Друїм Ріг (ірл. — Druim Ríg) у королівстві Південна Брега — сучасне Друмрі. Вірш, що є в «Літописі Ольстера» зображає це як помсту за смерть дядька — Аеда Аллана, що колись загинув від рук батька Доннхада — Домналла Міді в битві під Сегедмаг у 743 році. Так чи інакше, але після цієї перемоги у 797 році Аеда Оірдніде мак Нейлла визнали володарем спустошеного королівства Міде і верховним королем Ірландії.
У 802 році помер Муйредах — король Міде. Він був останнім з братів Доннхада Міді. Аед Оірдніде повів армію на південь — в Міде і роділив землі кнану Холмайн між двома синами Доннхада — Айлілем і Конхобаром. Якще це він зробив для того, щоб зменшити владу потенційних суперників на трон, то це виявилось неефективним. Брати Айліль і Конхобар зітнулися в бою в 803 році в битві Рах Конайлл (ірл. — Rath Conaill) (біля сучасного Мулінгара) — Конхобар убив Айліля і став єдинем королем Міде.
У 804 році Аед Оірдніде мак Нейлл звернув увагу на королівство Ленстер і спустошив його двічі протягом одного місяця. У тому ж році король Ленстеру Фінснехта Кехардек (ірл. — Fínsnechta Cethardec) (пом. 808) прибув до Аеда Оірдніде мак Нейлла і спробував з ним замиритися. Але Аед Оірдніде був дуже незадоволений ним. У 805 році Аед Оірдніде здійснив похід до фортеці Дун Куайр (ірл. — Dún Cuair), скинув короля Ленстеру і посадив на трон Муйредаха мак Руадраха (ірл. — Muiredach mac Ruadrach) (пом. 829) та Муйредаха мак Брайна (ірл. — Muiredach mac Brain) (пом. 818) як сумісних королів Ленстеру. Фінснехта Кехардек знайшов притулок у короля Коннахту — Мургіуса мак Томмалтага (ірл. — Muirgius Mac Tommaltaig) (пом. 815), який потім допоміг йому повернути трон у 806 році.
У 808 році Конхобар Мітський зробив ставку на сильні королівства і уклав спілку з Коннахтом. Вони з'явилися з'їзд вождів Ірландії в Тальтіу з військом, але армія Аеда Оірдніде змусила їх відступити. Аед переслідував їх вогнем і мечем аж до кордонів Міде. Не ясно хто більше отримав втрат в цій війні і хто вийшов переможцем. Але так чи інакше Аед утримав владу в своїх руках, хоч і Конхобар не був розбитий. У 808 та у 809 році Аед Оірдніде мак Нейлл знову нападав на Ленстер, але зазнав поразки на берегах річки Ліффі.
У 809 році Аед Оірдніде мак Нейлл почав війну проти Ольстеру і громив Ольстер від Банна до Странгфорд Лой. Причиною цієї війни було вбивство Дунху (ірл. — Dúnchú) — настоятеля монастиря Тулах Лейс (ірл. — Tulach Léis) — сучасне Туліліск, графство Даун.
У 815 році один з братів Аеда — Колмак мак Нейлл (ірл. — Colmán mac Néill) був вбитий людьми з клану Кенел Конайлл. Аед Оірдніде влаштував проти них похід помсти.
У 818 році Аед Оірдніде мак Нейлл знову зібрав армію біля Дун Куайр і вирушив в похід на Ленстер і розділив королівство між двома кандидатами на трон. У тому ж році настоятель монастиря Келл Мор Енір (ірл. — Cell Mór Enir) — сучасний Кіллморе, графство Арма, був вбитий воїнами Ленстеру. У відповідь Аед Оірдніде мак Нейлл здійснив ще один похід проти Ленстеру і спустошив землю Кулау (ірл. — Cualu) в долині Гленн да Лоха (ірл. — Glenn dá Locha).

## Смерть
У 819 році Аед Оірдніде мак Нейлл загинув в Арт да Ферта (ірл. — Áth dá Ferta) на землі клану Конайлле Муіртімне (ірл. — Conaille Muirtheimne) в сучасному графстві Лаут.

## Відносини з церквою
У 804 році відбувся синод з участю О'Нейлів під головуванням Кондмаха мак Дуїб да Лейхе (ірл. — Condmach mac Duib dá Leithe) (пом. 807) — ігумена монастиря Ард Маха Арма (ірл. — Ard Macha Armagh) на якому було постановлено звільнити священників і монахів від участі в військовій службі — за згодою верховного короля. Не виключено, що саме на цьому синоді Аед Оірдніде був помазаний на верховного короля Ірландії, тобто визнаний церквою в цій якості. У 806 році Аед Оірдніде черговий раз проголосив «закон святого Патріка». Верховні королі періодично проголошували то «закон святого Патріка», то «закон святого Колумби» — в залежності від того які монастирі підтримували — вони їх і їх вони.
У 811 році зустріч вождів кланів Ірландії в Тальтіу не відбулася як належить через бойкот з боку церкви — церковники протестували проти розграбування і руйнування монастирів яке зробив Аед під час походу на Ленстер у 809 році. Аеда зробили винним в очах суспільства. Аед намагався налагодити з церквою нормальні взаємини під час війни в Ольстері та Ленстері — Аед навіть хотів стати лідером церкви.
Аед мав погані стосунки з монастирями, що дотримувались «законів святого Колумби», а коли у 817 році був вбитий Маел Дуїн (ірл. — Mael Dúin) — син Кенна Фаелада (ірл. — Cenn Faelad) — настоятеля монастиря Райх Бох (ірл. — Ráith Both) церква святого Колумби відлучила Аеда від церкви. Саме це вбивство було результатом війни Аеда з кланом Кенел Конайлл. У 818 році ігумена монастиря Лугмад Лоут — Куану (ірл. — Cuanu) був відправлений у вигнання в Мюнстер. Тікаючи від Аеда він взяв з собою мощі святого Мохте.

## Родина

### Дружина
Евгініс інген Доннхада (ірл. — Euginis ingen Donnchada) (пом. 802) — дочка Доннхада Міді.

### Сини
Ніалл Кайлле мак Аедо (ірл. — Niall Caille) (пом. 846) — потім став королем Айлеху, верховним королем Ірландії.
Маел Дуїн мак Аеда (ірл. — Máel Dúin mac Áeda) — король Айлеху.